# Simopone schoutedeni
Simopone schoutedeni är en myrart som beskrevs av Santschi 1923. Simopone schoutedeni ingår i släktet Simopone och familjen myror. Inga underarter finns listade i Catalogue of Life.

## Bildgalleri

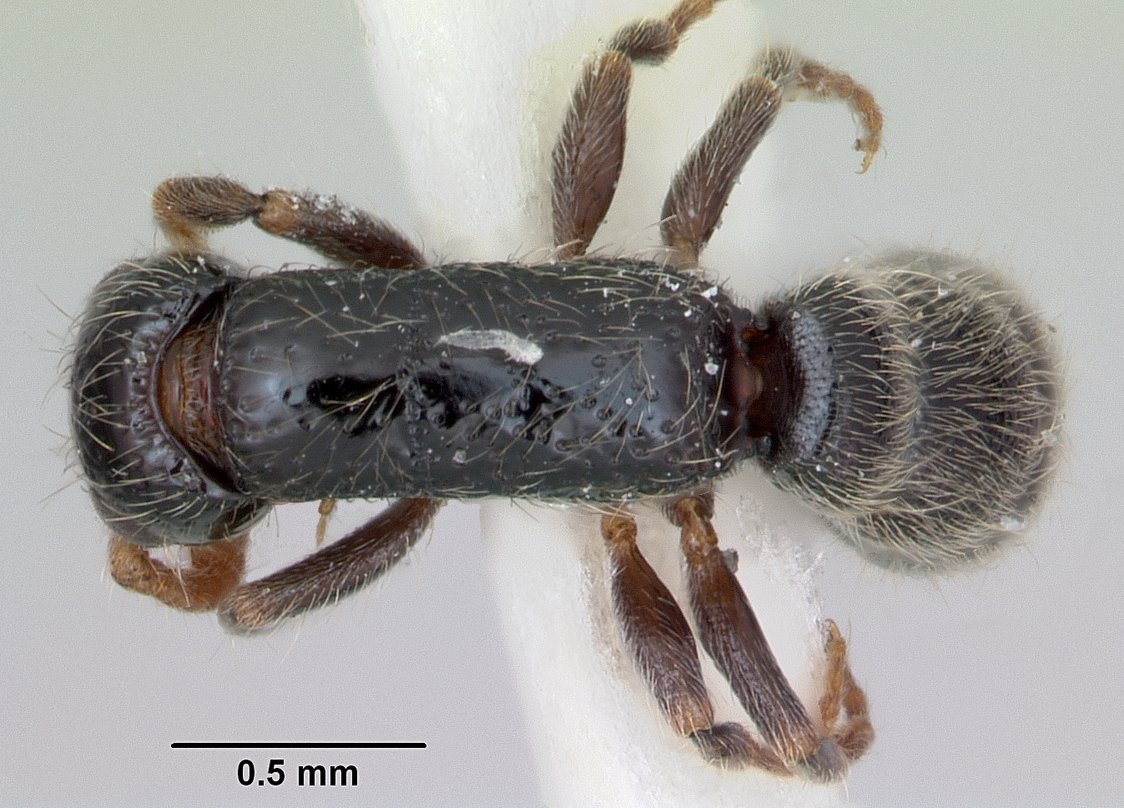
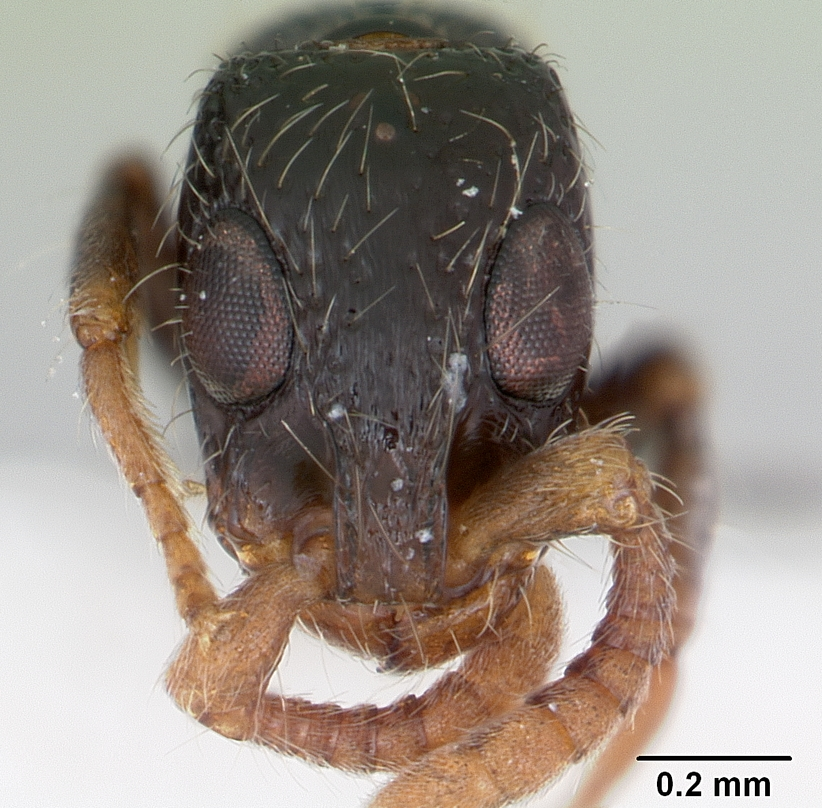
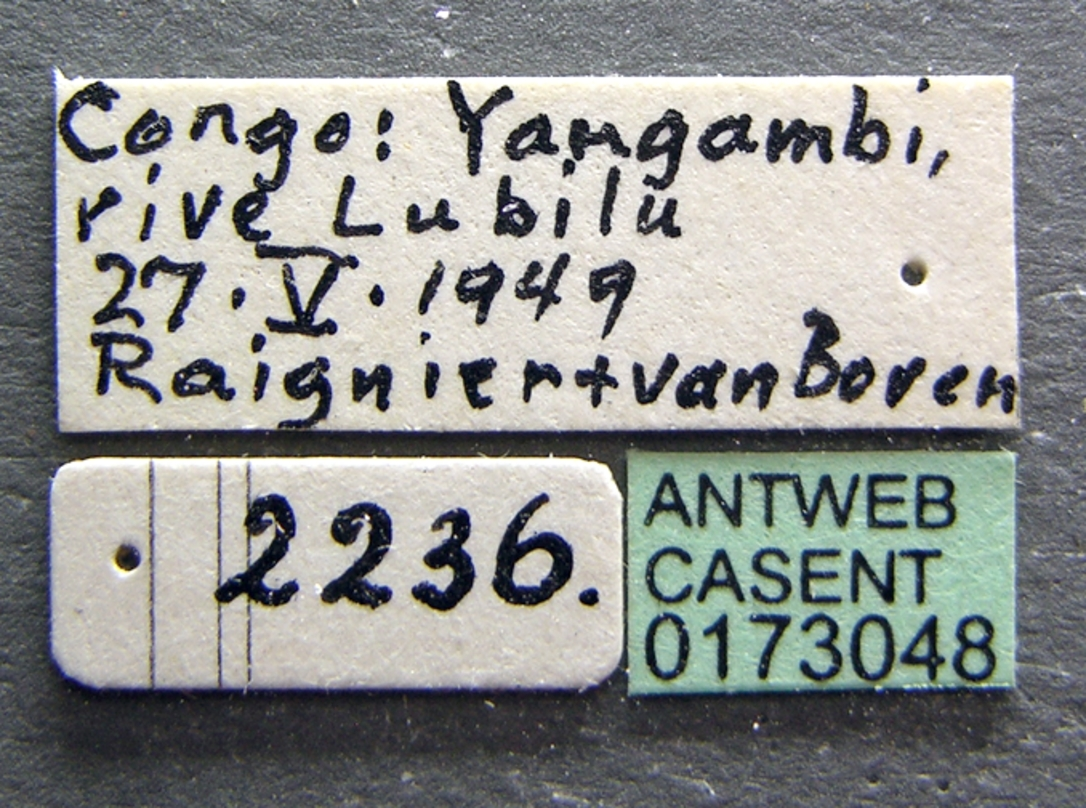
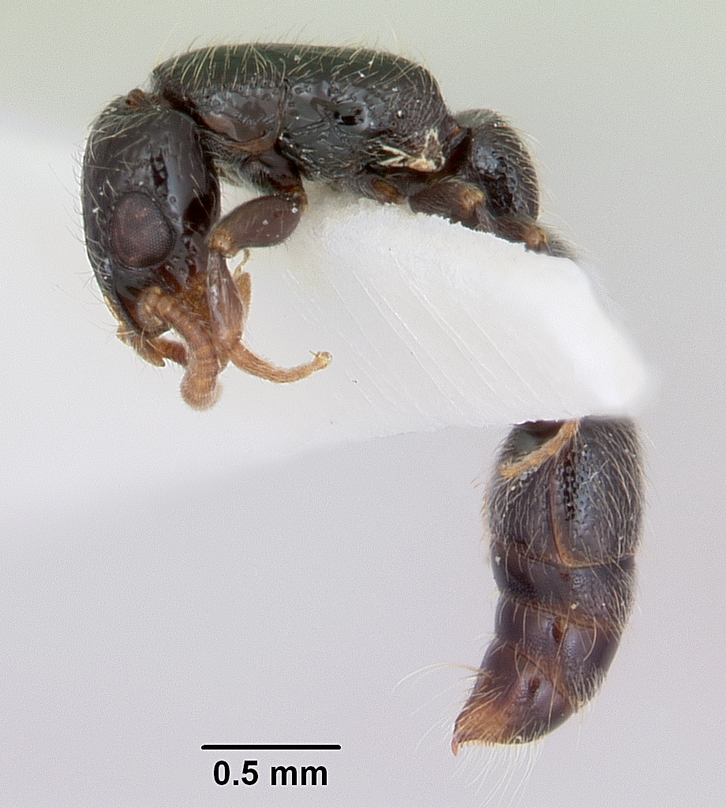
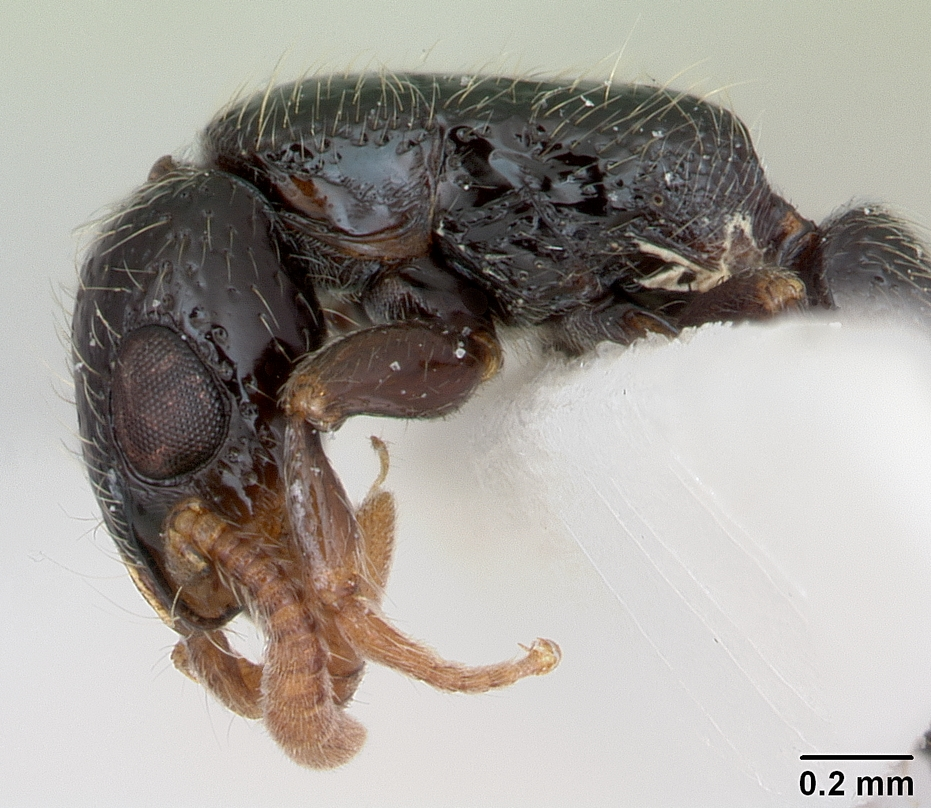